# Hùng Sơn, Kim Bôi
Hùng Sơn là một xã thuộc huyện Kim Bôi, tỉnh Hòa Bình, Việt Nam.

## Địa lý
Xã Hùng Sơn nằm ở phía bắc huyện Kim Bôi, có vị trí địa lý:
- Phía đông và phía bắc giáp huyện Lương Sơn
- Phía tây giáp xã Bình Sơn và xã Xuân Thủy
- Phía nam giáp xã Kim Lập.

Xã Hùng Sơn có diện tích 56,98 km², dân số năm 2018 là 8.505 người, mật độ dân số đạt 149 người/km².

## Lịch sử
Trước năm 1945, địa bàn xã Hùng Sơn hiện nay là một phần xã Nật Sơn thuộc tổng Tú Sơn, châu Lương Sơn. Sau Cách mạng Tháng Tám, xã Nật Sơn thuộc huyện Lương Sơn.
Ngày 10 tháng 11 năm 1956, Ủy ban kháng chiến hành chính Liên khu 3 ban hành quyết định chia xã Nật Sơn thành 5 xã: Bắc Sơn, Bình Sơn, Hùng Tiến, Nật Sơn, Sơn Thủy.
Ngày 17 tháng 4 năm 1959, huyện Kim Bôi được thành lập, các xã Bắc Sơn, Hùng Tiến và Nật Sơn chuyển sang trực thuộc huyện Kim Bôi.
Đến năm 2018, xã Bắc Sơn có diện tích 23,20 km², dân số là 3.626 người, mật độ dân số đạt 156 người/km²; xã Hùng Tiến có diện tích 16,08 km², dân số là 2.313 người, mật độ dân số đạt 144 người/km²; xã Nật Sơn có diện tích 17,70 km², dân số là 2.566 người, mật độ dân số đạt 145 người/km².
Ngày 17 tháng 12 năm 2019, Ủy ban Thường vụ Quốc hội ban hành Nghị quyết số 830/NQ-UBTVQH14 về việc sắp xếp các đơn vị hành chính cấp huyện, cấp xã thuộc tỉnh Hòa Bình (nghị quyết có hiệu lực từ ngày 1 tháng 1 năm 2020). Theo đó, sáp nhập toàn bộ diện tích và dân số của ba xã Bắc Sơn, Hùng Tiến và Nật Sơn thành xã Hùng Sơn.